# Gilles Cresto
Gilles Cresto, född 30 augusti 1959, är en monegaskisk bågskytt. Han deltog vid olympiska sommarspelen 1984 och 1988.